# Shasta-Talsperre
Die Shasta-Talsperre (englisch Shasta Dam) steht am Sacramento River bei dem Ort Shasta Lake nahe Redding im US-Bundesstaat Kalifornien. Sie wurde zwischen 1938 und 1945 im Rahmen einer Arbeitsbeschaffungsmaßnahme des Works Progress Administration erbaut. Der Stausee ist wie der Ort als Shasta Lake bekannt. Die Gegend ist ein beliebtes Erholungsgebiet.

## Nutzung
Die Shasta-Talsperre ist ein Teil der „Shasta and Trinity River Division“ des Central Valley Project von 1933, das 1935 mit Mitteln des „Emergency Relief Appropriation Act“ startete. Die „Shasta and Trinity Division“ wurde im August 1955 bevollmächtigt. Der Standort der Talsperre wurde vom Staat Kalifornien ausgewählt. Kalifornien konnte das Projekt aber nicht allein finanzieren und erbat Hilfe von der amerikanischen Regierung.
Der Zweck des „Central Valley Project“ ist die Wasserversorgung und der Hochwasserschutz; beiden Zwecken dient auch die Shasta-Talsperre. Der Stausee dient auch der Bewässerung, der Wasserkraftgewinnung, der Erholung und der Steigerung der Wasserqualität.

## Absperrbauwerk
Das Absperrbauwerk ist eine gekrümmte Gewichtsstaumauer aus Beton. Die Staumauer ist 183 Meter hoch und 1055 Meter lang, hat eine Basisbreite von 165,5 Meter und ein Bauwerksvolumen von 4 Mio. m³.

## Wasserkraftwerk
Am Fuß der Staumauer steht ein Wasserkraftwerk. Es verfügt über eine hydraulische Fallhöhe von 100 Metern und seine fünf Francis-Turbinen haben zusammen eine Leistung von 610 MW. Es ist das viertgrößte Wasserkraftwerk in Kalifornien und das größte, das kein Pumpspeicherwerk ist. Das Wasser fließt durch fünf Rohre mit Durchmessern von 4,5 Meter. Bei voller Kraft fließen 85 m³ Wasser pro Sekunde hindurch. Der Strom wird mit einer Spannung von 13.800 Volt erzeugt und zur Übertragung an die Verbraucher in Kalifornien auf 230.000 Volt transformiert.

## Erhöhung
Im September 2004 wurde ein Gesetz eingebracht, nach dem eine Erhöhung der Staumauer erforscht werden soll. Die Befürworter meinen, dass ein dringender Wasserbedarf besteht. Gegner wie zum Beispiel der Winnemem-Wintu-Indianerstamm halten das für einen für die Umwelt gefährlichen Plan und denken, dass Maßnahmen zum Wassersparen sinnvoller erforscht werden sollten.

## Aufnahmen

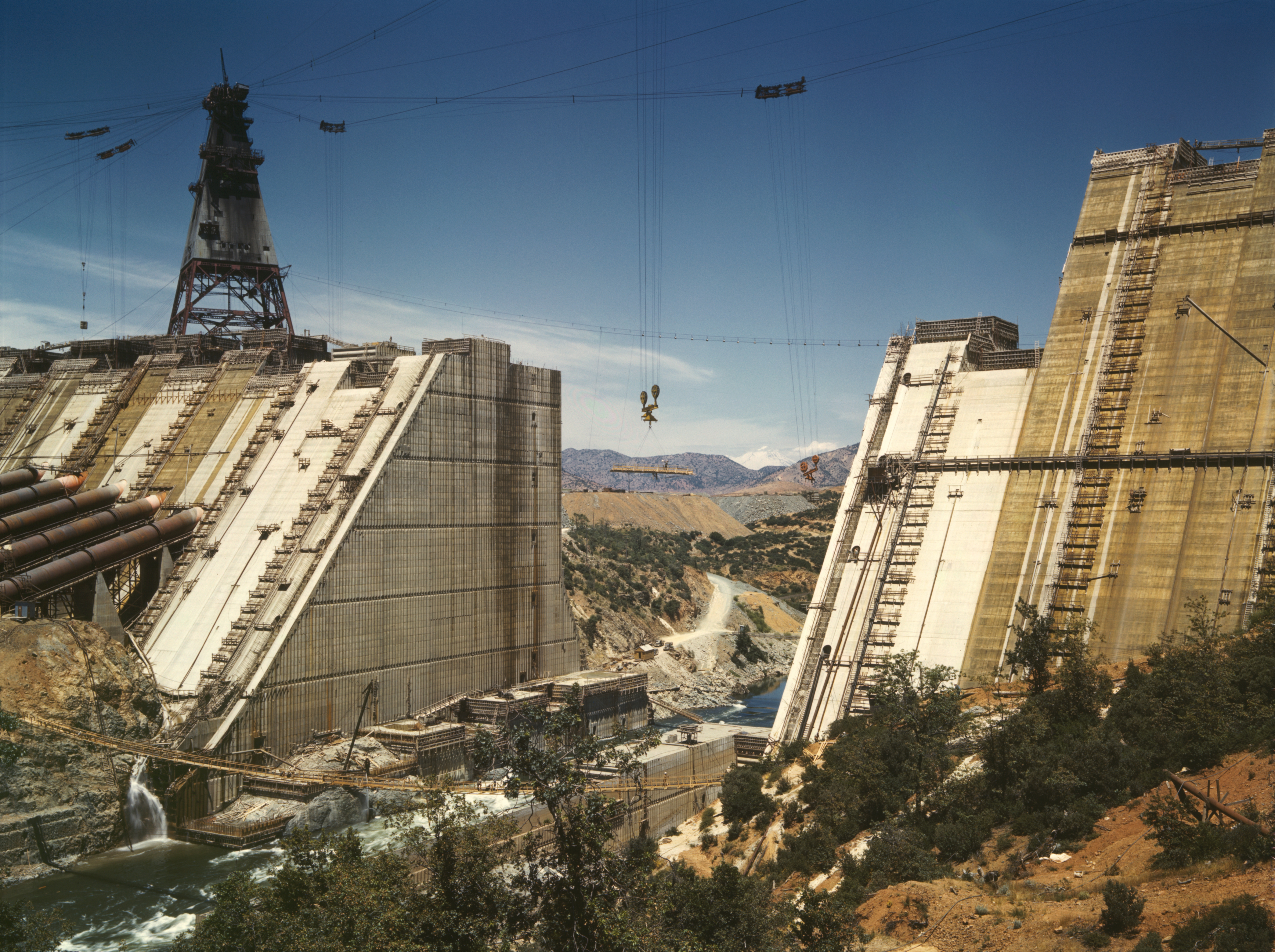
Bau der Staumauer im Jahr 1942
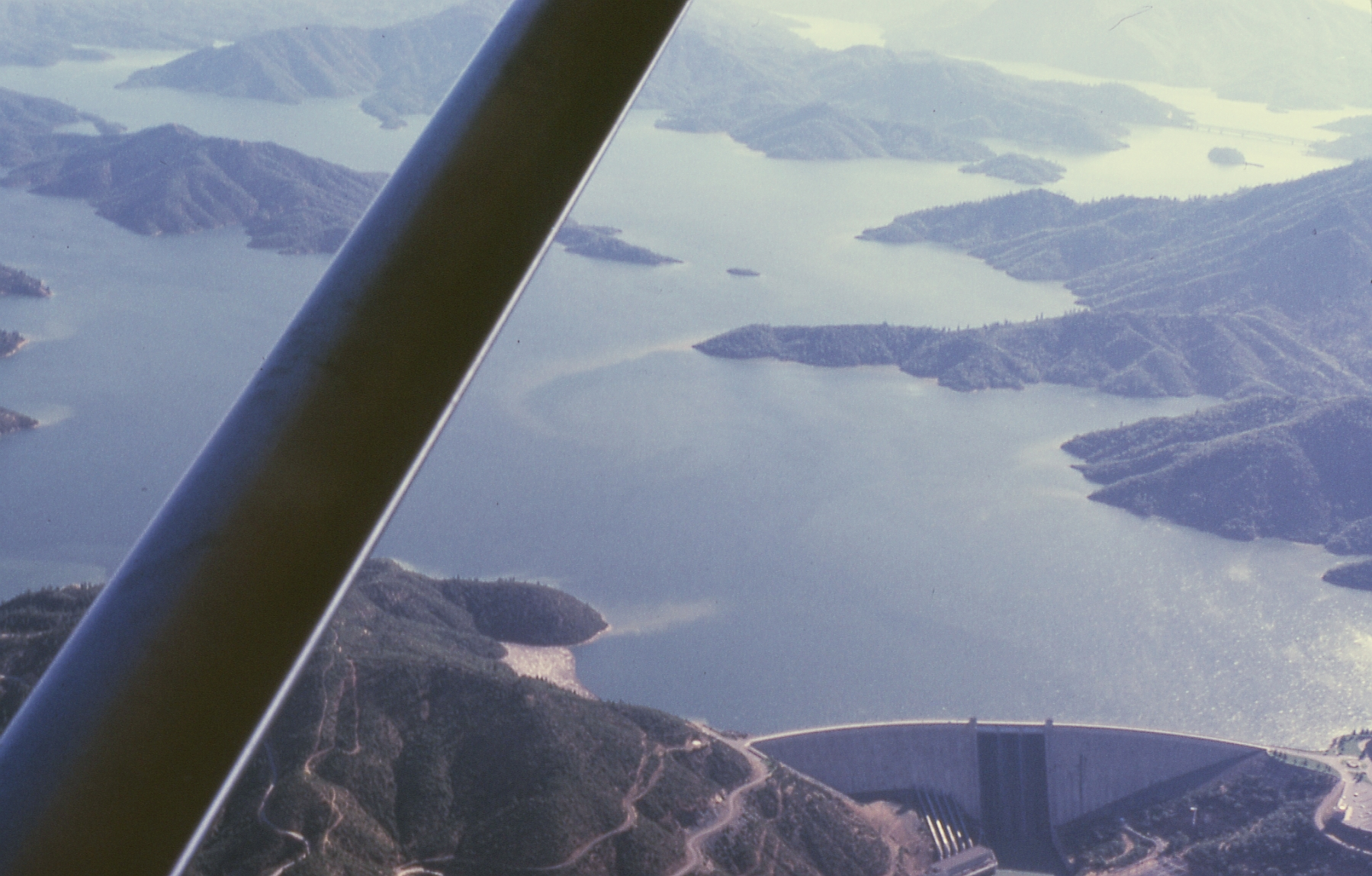
Luftaufnahme der Staumauer und des Sees im Juli 1965
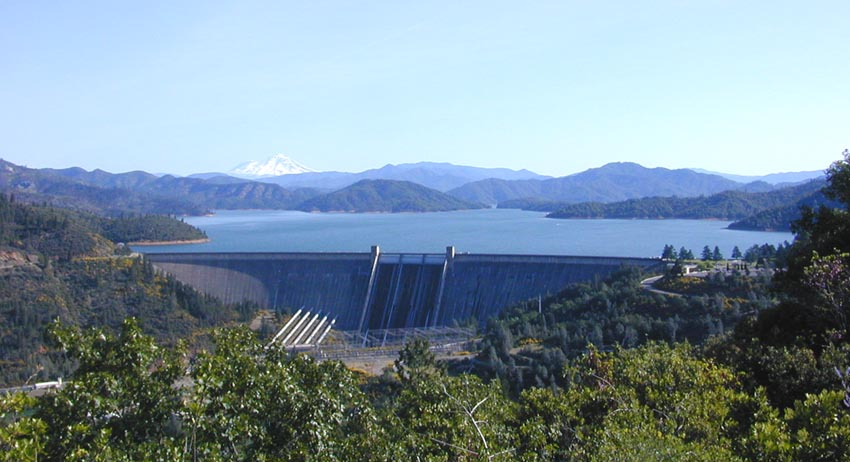
Ansicht der Staumauer
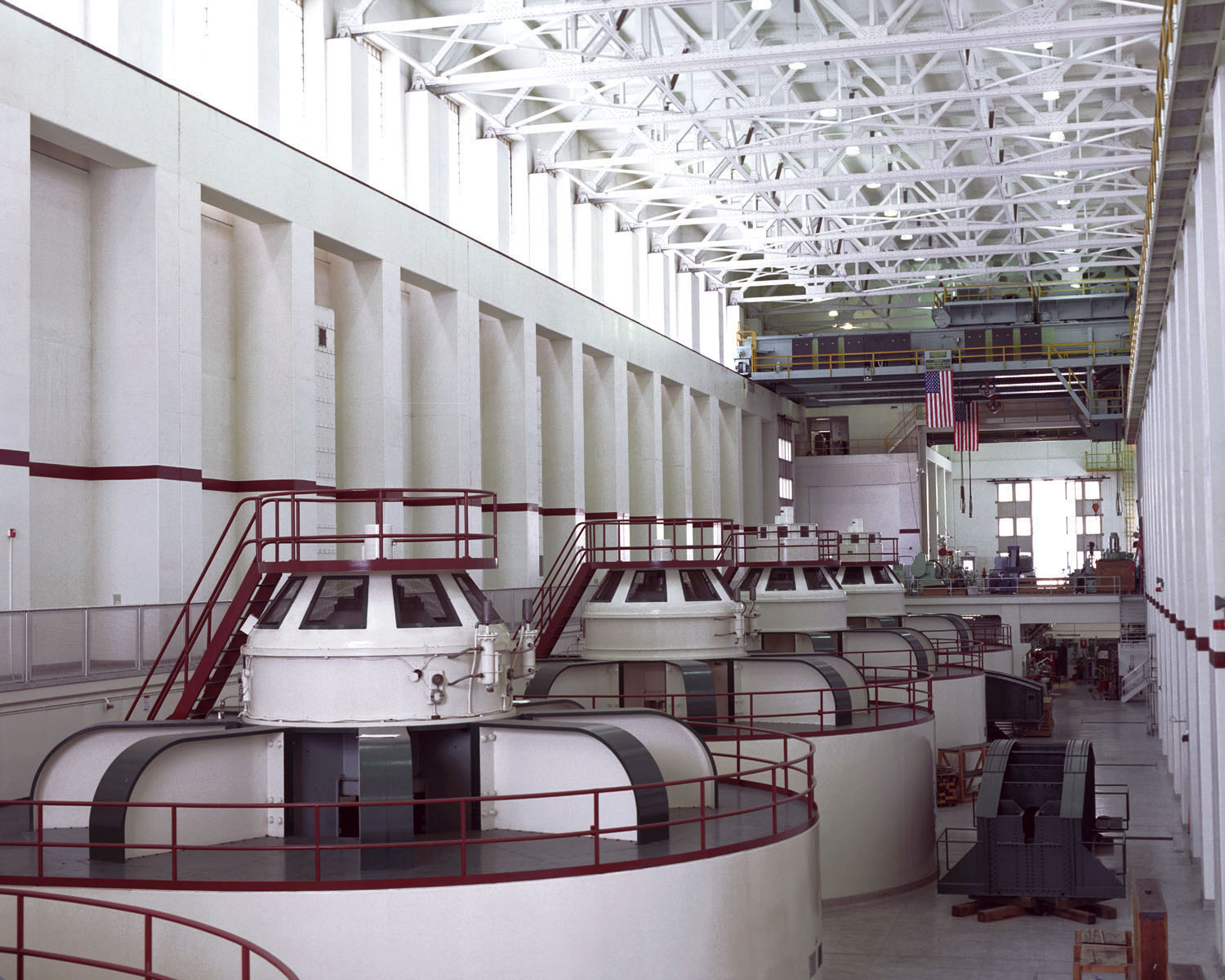
Generatoren im Inneren der Anlage